# لوکیوس کورنلیوس سولا
لوسیوس کورنلیوس سولا فلیکس (۱۳۸ پیش از میلاد تا ۷۸ پیش از میلاد)، که اغلب با نام سولا شناخته می‌شود، یک ژنرال و سیاستمدار جمهوری روم بود. او از معدود کسانی بود که دو بار به عنوان کنسول حضور داشت و دیکتاتور روم گشت. از او به عنوان یکی از مهم‌ترین شخصیت‌های تاریخی روم نام می‌برند. در کتاب سولا اثر پلوتارک، او در حد لیساندر، ارتشبد و نقشه‌ریز اسپارتی، معرفی شده است. او سربازانش را چنان به‌ کار و زحمت و ریاضت وامی‌داشت که آنان آرزوی جنگ می‌کردند تا از زحمت و رنج کار برهند؛ و هرگاه احساس می‌کرد که از جنگ هراس و نگرانی دارند (برای نمونه، در موقع جنگ با مهرداد ششم) آنقدر آنان را به کارهای شاق وامی‌داشت که آرزوی جنگ کنند. تمام این اعمال را برای اجتناب از تن‌آسانی و عیش‌وعشرت انجام می‌داد،
خودکامگی سولا در پی نقطه عطفی در جدال‌های میان اپتیمات‌ها و پوپولارها شکل گرفت. اپتیمات‌ها خواهان حفظ نظام اشراف‌سالاری به شکل سنا بودند در حالی که پوپولارها هواداری پوپولیسم متجلی در خودکامگانی چون ژولیوس سزار را می‌کردند. سولا ارتشبدی نابغه، پراستعداد، و بلندپرواز بود که تاکنون هیچ نبردی را واگذار نکرده بود؛ او تنها کسی بود که به هر دو شهر آتن و رم حمله کرده بود و آن‌ها را به اشغال درآورده بود. رقیب او، گنائوس پاپیریوس کاربو، سولا را به شکل روباهی مکار توصیف کرد که شهامتی همچون شیر دارد. این ترکیب بعدها از سوی نیکولو ماکیاولی الگوهایی برای یک فرمانروا شدند.
سولا ارتش خود را دو بار (یکبار در ۸۸ و بار دیگر در ۸۲ پیش از میلاد) در خیابان‌های رم به رژه برد و پس از دومین رژه لقب دیکتاتور روم را گرفت، لقبی که تا یک سده پیش از آن و پس از دومین جنگ کارتاژ به کار نرفته بود. او از قدرت خود برای انجام یک سری اصلاحات در قانون اساسی روم بهره گرفت تا تعادل قدرت میان سنا و تریبونها را برقرار کند. او پس از این کار روم را با تصمیم خود مبنی بر کناره‌گیری از خودکامگی شگفت‌زده کرد. سولا پس از گذراندن دومین سمت کنسولی، خود را بازنشسته کرد و به زندگی خصوصی خزید.

## برخی رویدادها
- ۸۵ تا ۷۴ پیش از میلاد ایالت‌های آسیای صغیر دوباره به وسیله لوسیوس کورنلیوس سولا فتح می‌شود.[۳]